# Emil Hasler
Emil Hasler (28 luglio 1883 – 7 dicembre 1932) è stato un calciatore svizzero, di ruolo centrocampista.

## Carriera

### Club
Ha sempre giocato nel campionato svizzero.

### Nazionale
Ha collezionato quattro presenze con la maglia della Nazionale.